# Civilization World
 (février 2014).
Si vous disposez d'ouvrages ou d'articles de référence ou si vous connaissez des sites web de qualité traitant du thème abordé ici, merci de compléter l'article en donnant les références utiles à sa vérifiabilité et en les liant à la section « Notes et références ».
Civilization World était un MMOG de stratégie au tour par tour développé par Sid Meier et Firaxis. Il débuta en bêta ouverte sur Facebook le 6 juillet 2011. À l'origine, le jeu devait s'appeler Civilization Network, mais il fut remplacé officiellement par Civilization World le 6 janvier 2011.
Le 28 février 2013, 2K Games annonce que les joueurs pourront accéder au jeu jusqu'au 29 mai 2013, date où le jeu prendra fin.
Les joueurs ont pu avoir accès à Civilization World jusqu'au 29 mai 2013. Le jeu fut mis hors-ligne à 14 h 6 GMT.

## Civilisations
- Ligue Africaine
- Territoires Américains
- Empire Arabe
- Coalition Aztèque
- Civilisation Chinoise
- Dynastie Égyptienne
- Commonwealth Britannique
- Alliance Française
- Confédération Germanique
- Cités-États Grecs
- Commonwealth Indien
- Shogunat Japonais
- Horde Mongole
- Empire Romain
- Fédération Russe
- Confédération Espagnole